# 吉布提独立日
吉布提独立日（法語：Fête de l’indépendance de Djibouti）为每年的6月27日，是非洲国家吉布提的国庆日，用以纪念吉布提共和国在1977年6月27日的正式独立建国。

## 历史
吉布提地区在1896年到1946年间是法国殖民地，为法屬索馬利的一部分，1946年后成为法国海外领土，1967年更名为法属阿法尔和伊萨领地。在举行了两次全民公投皆被指控舞弊后，法属阿法尔和伊萨领地在1977年5月8日举行第三次公投，有98%的选民支持独立。最终，吉布提于1977年6月27日正式独立建国。自独立之日起，吉布提便开始庆祝该日，2025年是第48个吉布提独立日。

## 庆祝活动
在独立日当天，吉布提通常会在全国各地举行各类大型庆祝活动，主要的庆典则在首都吉布提市举行，总统府在庆典上升国旗，吉布提总统向烈士纪念碑敬献花圈及举行阅兵式，并在独立日之际向全国发表演讲。阅兵式会邀请各国武装力量前来参加，如中华人民共和国、法国、美国的军队，以及日本自卫队等。此外，吉布提有时会在独立日印发纪念钞，或以独立日的名义颁授国家勋章。